# 谦顺银号
36°04′09.5″N 120°18′42″E / 36.069306°N 120.31167°E
谦顺银号是曾经存在于中国青岛的一家银号，是青岛德占时期最大的中资金融机构，成立于1905年，1911年停业倒闭。其原址位于今山东省青岛市市南区河南路33-39号，现已不存。

## 历史
1905年，烟台谦益丰银号与顺泰号汇兑钱庄共同投资10万两胶平银，在青岛组建谦顺银号，该年4月24日在青岛大鲍岛河南街开业，为青岛开埠以来第一家规模较大的中资银号，其主要业务为存款、放款、汇兑、票据贴现等，并成为山东官银号代理店。1905年6月，经山东巡抚、外务部与海关总税务司交涉，胶海关代收的常税厘金由谦顺银号经办。1906年4月，经中德双方官员磋商，谦顺银号获得了与德华银行（青岛分行）共同经收胶海关关税的资格。1908年，谦顺银号增资10万，总资本20万两胶平银。1909年，为应对来自上海的金融危机，山东劝业道从德华银行借款100万两，其中50万两存放于谦顺银号，用于青岛、济南等地的救济。1910年，谦顺银号再次增资20万两。

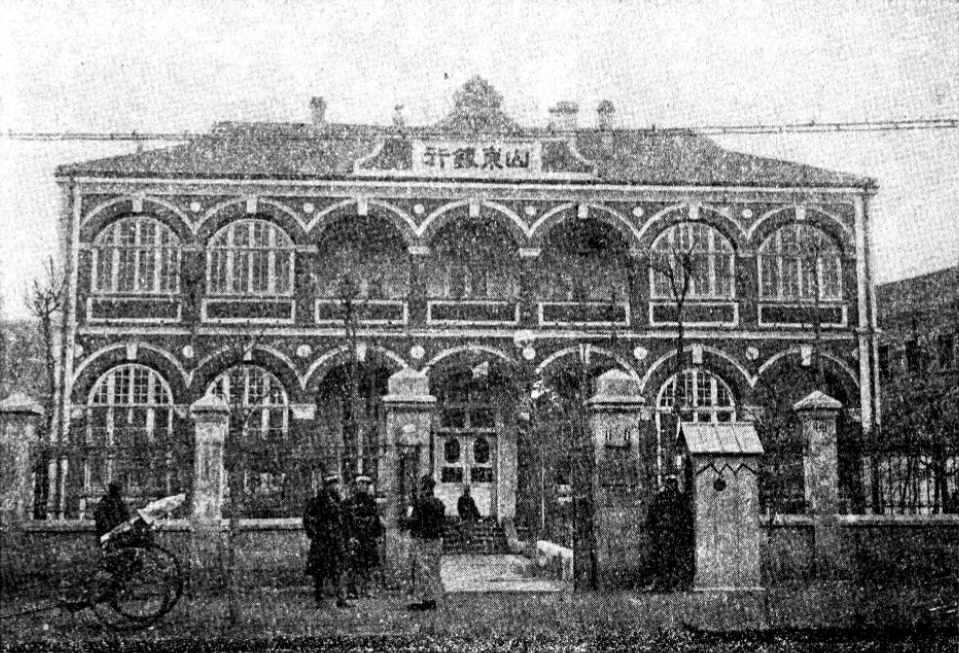
1920年代《接收青岛纪念写真》中青岛山东银行广告所附照片

1911年，受投资方烟台谦益丰银号破产影响，谦顺银号倒闭清理，同年6月，山东巡抚衙门从德华银行借款50万两用于清还谦顺银号的放款资金。谦顺银号倒闭后由山东官银号接管。1912年，山东官银号关闭清理改为山东银行，谦顺银号原址曾为山东银行青岛分行行址，后于约1930年代拆除新建一座三层里院。

## 建筑特色
谦顺银号行址为一栋中西合璧的两层楼房，主立面为殖民地风格的拱券外廊，屋顶为类似于歇山顶的坡屋顶，其建筑手法特点在当时青岛的许多建筑有所体现。此外，一张明信片显示该楼大门处悬挂清朝黄龙旗和德意志帝国国旗，大门有两名德国士兵站岗，此种情况在商业建筑前极少出现。